# Рон Джеремі
Рон Джеремі (англ. Ron Jeremy, справжнє ім'я Ronald Jeremy Hyatt, прізвисько — «The Hedgehog»; 12 березня 1953) — американський порноактор і режисер, член Гільдії театральних акторів США.
Улюблений персонаж американських рок-груп — «Orgy», «Sublime», «Kid Rock», які знімають Рона Джеремі в своїх відеокліпах. Значиться в Книзі рекордів Гіннесса за найбільшу кількість ролей у «дорослих» фільмах (понад 1900). Позиція № 1 у списку «П'ятдесят великих порнозірок» за версією журналу AVN.

## На початку шляху
Рон Джеремі народився в Квінсі (Нью-Йорк) в заможній єврейській родині. Батько — фізик, мати — редактор, у роки другої світової війни служила в американській розвідці перекладачем з німецької та французької мов.
Рон Джеремі навчався в школі — Cardozo High School(англ.). Потім продовжив навчання в нью-йоркському Queens College(англ.), де отримав ступінь бакалавра і магістра з театральної майстерності.
Першу роль Рон Джеремі зіграв у комедії у 1977 році. 1979 рік став роком появи Рона в hardcore фільмі.

## Кар'єра і слава
На початку сімдесятих років 20 століття порно вийшло з підпілля, одним з найгучніших фільмів того часу став фільм Глибоке горло. І одним з перших акторів, хто опинився в зеніті порнослави, став Рон Джеремі. Так само Джеремі позував для журналу Playgirl, що стало ще однією причиною для початку кар'єри в порноіндустрії.
Його оминули типові біди зірок раннього американського порно: нервові зриви і публічні зречення Лінди Лавлейс від того, що зробило її знаменитою; наркотичні і алкогольні тріпи Джона Холмса разом з новим прокляттям порнографії — СНІДом, які вбили Джона,який  ледь досяг сорока років.
Вісімдесяті і дев'яності роки  Джеремі став  процвітаючою персоною на своєму терені. Він став переможцем у специфічній номінації Книги рекордів Гіннеса «найбільша кількість ролей у фільмах для дорослих» (більш 1990 — в якості актора і 275 фільмів у якості режисера).

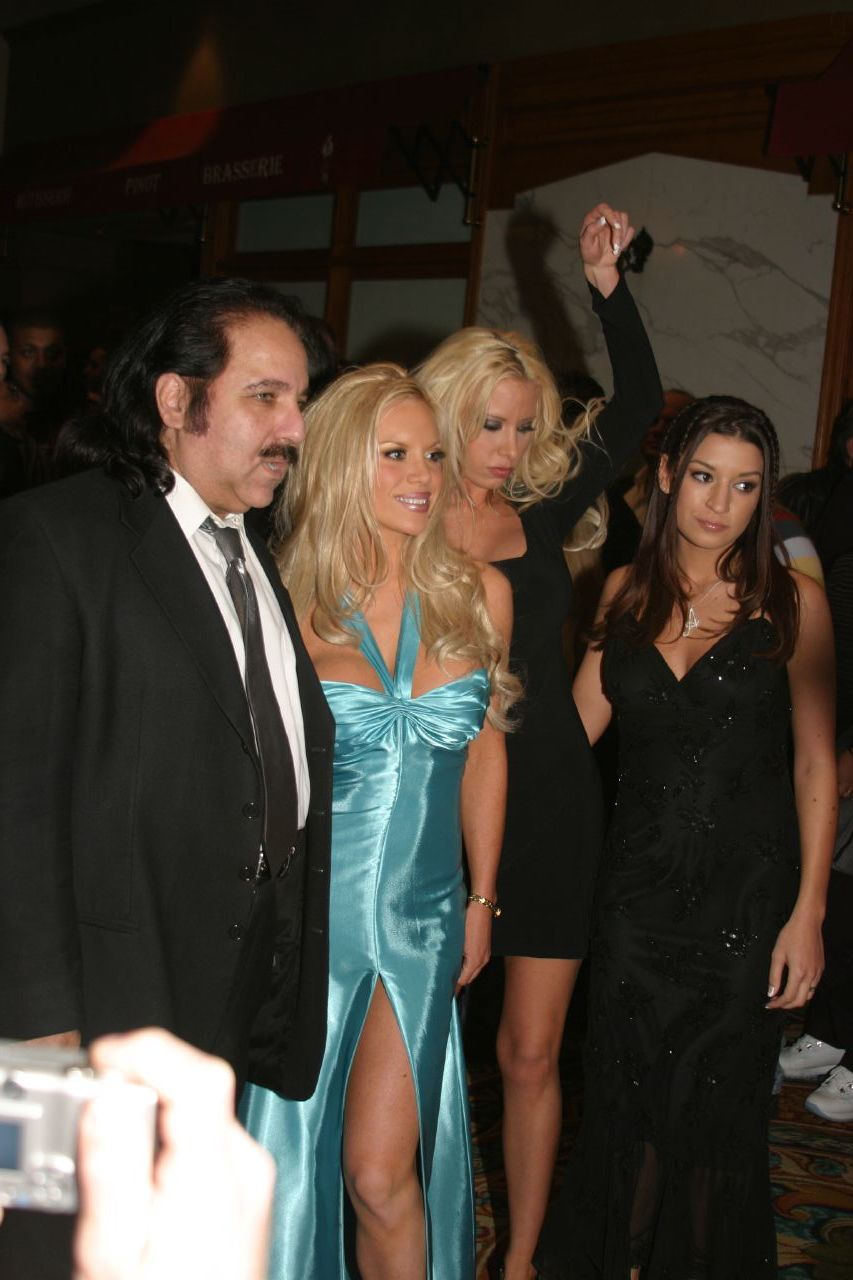
AVN Awards, 2004 рік.

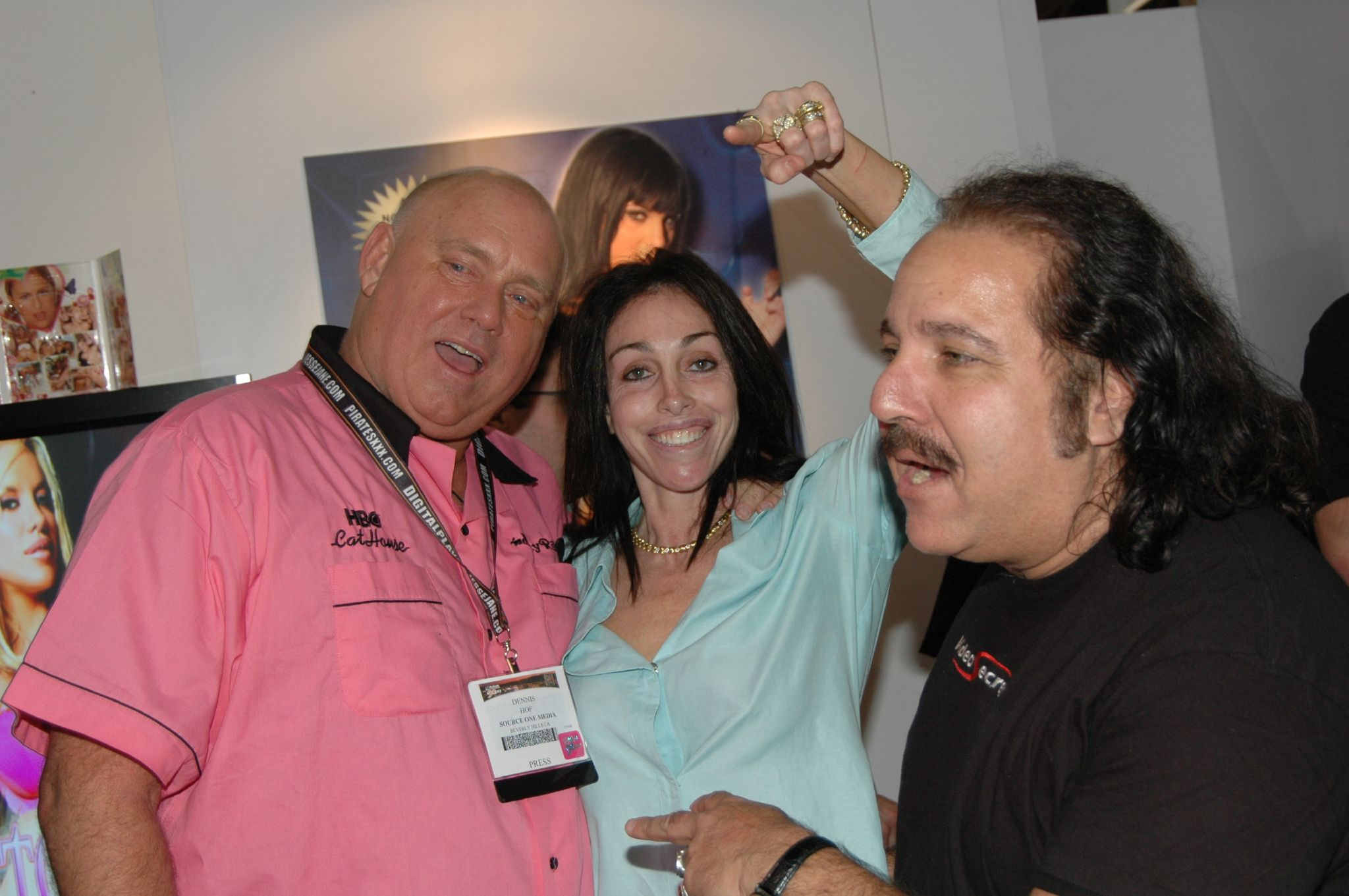
Рон Джеремі з Деннісом Хофом і Хайді Флісс на Adult Video Network Convention. Лас-Вегас, 2006 рік

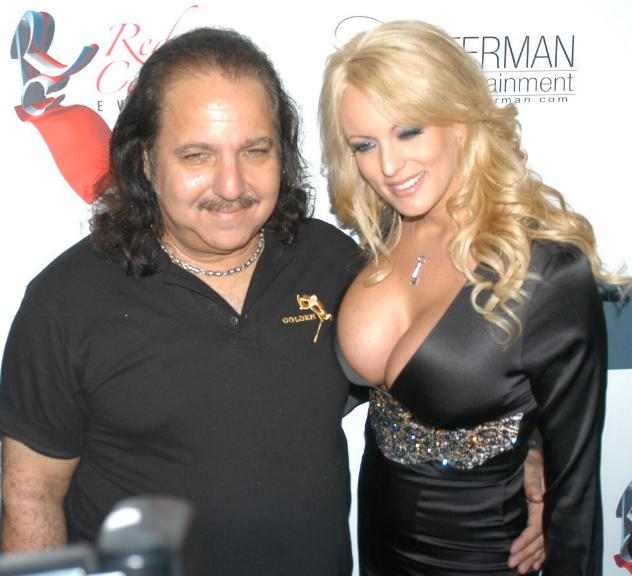
Рон Джеремі і Стормі Деніелс. 2007 рік.

Рон Джеремі брав участь і в художніх фільмах, таких як «Вищий пілотаж», Святі з Бундока, Адреналін 2: Висока напруга, Студія 54 і так далі, він був консультантом «Ночей у стилі бугі» та декількох інших проектів.

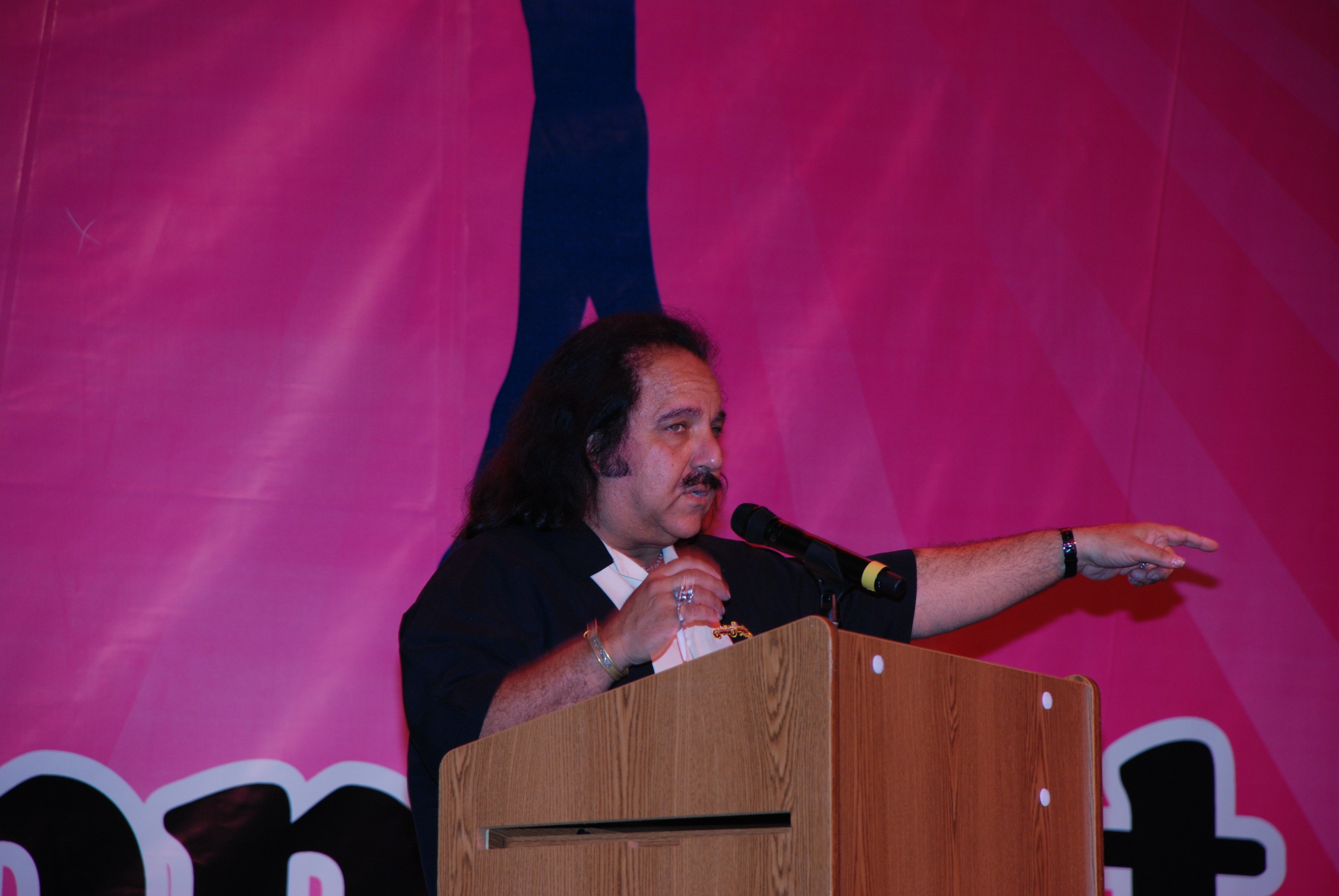
Exxxotica Miami, 2009 рік.

Рон Джеремі в 2001 році знявся в документальному фільмі, присвяченому йому. У 2007 році випустив мемуари «Найбільш працьовитий мужик в шоубізі».

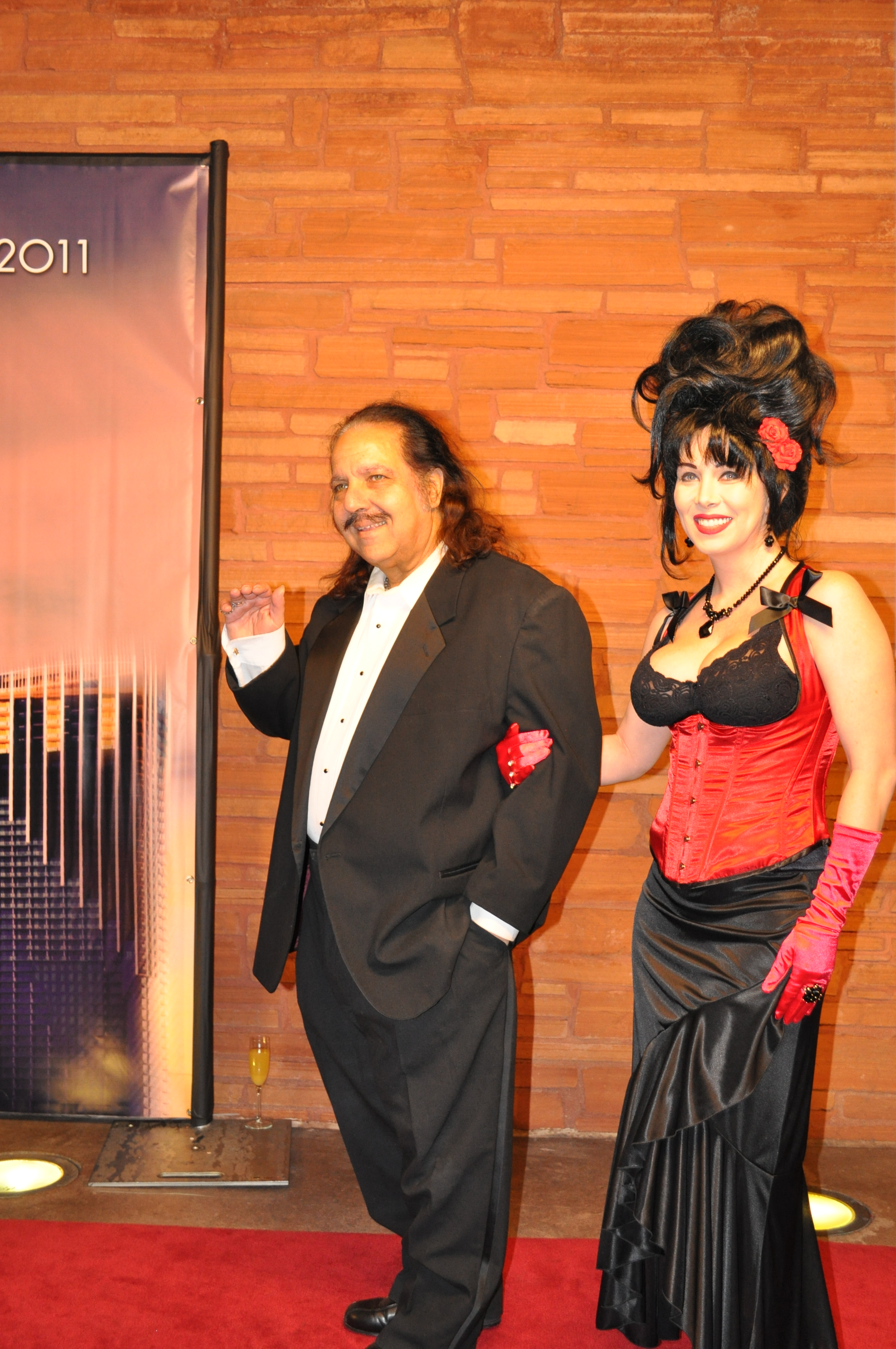
AVN Awards, 2011 рік.

В даний час Рон Джеремі продовжує брати участь у різних проектах порно - та шоу-індустрії. Разом з Зої Бріттон володіє порностудією New Star Production.

## Цікаві факти
- Директор ЦРУ Джордж Тенет і Рон Джеремі були однокласниками [7][8].
- Для товариства з етичного поводження з тваринами Рон Джеремі, напівголий і в наручниках, позував для плакатів, що рекламують кастрацію котів і собак. Де використовувався слоган, що перебір сексу буває шкідливим («Too much sex can be a bad thing. Spay and neuter your cats and dogs»).
- Персонаж узятий в комп'ютерну гру Postal III в ролі Мера Чомо, наркобарона, і власника порно-магазину[9].
- У 2011 році Джеремі знявся в кліпі на пісню Sexy and I Know It гурту LMFAO.
- З 2011 року випускає ром від свого імені «Ron de Jeremy», що виготовляється в Панамі
- У 2013 році Джеремі знявся в кліпі Арміна ван Бьюрена, на трек This is what it feels like.
- 17 січня 2014 на YouTube був завантажений пародійний кліп з Роном Джеремі на пісню Майлі Сайрус «Wrecking Ball».[10][11]

## Часткова фільмографія
- 52 Pick-Up (1986)
- Caged Fury (1989)
- Dead Bang (1989)
- Пекельна жіночка / Housewife from Hell — Вінс Бедло (1993)
- The Chase (1994)
- Mr. Stitch (1996)
- Вбити Зої / Killing Zoe (1994)
- George Wallace (1997)
- Оргазмо / Orgazmo (1997)
- Ронін / Ronin (1998, scene cut by the studio)(вирізана сцена)
- Святі з нетрів / The Boondock Saints (1999)
- Detroit Rock City (1999)
- American Virgin (2000, камео)
- Детектив Неш Бріджес / Nash Bridges: «El Diablo» (2000)
- Reindeer Games (2000)
- Just Shoot Me!: «The Proposal: Part 2» (2001)
- Alex in Wonder (2001)
- Fast Sofa (2001)
- Правила сексу / The Rules of Attraction (2002)
- Back by Midnight (2002, камео)
- Night at the Golden Eagle (2002)
- Париж / Paris (2003)
- Terror Firmer (2004)
- Citizen Toxie: The Toxic Avenger IV (2004)
- The Nickel Children (2005)
- Poultrygeist (2007)
- Not The brady's (2007)
- One-Eyed Monster (2008)
- Покарання / Detention (2011)

## Відеоігри
Є персонажем проектів Postal III, Mario і MTV Celebrity Deathmach.
Є одним із знаменитих персонажів в грі BoneTown, де грає сексбомбу.

## Нагороди
- 1983 AFAA Award — Краща роль другого плану (Suzie Superstar)[12]
- 1984 AFAA Award — Краща роль другого плану (All the way in)[12]
- 1986 AVN Award — Краща роль другого плану (Candy Stripers II)[13]
- 1991 AVN Award — Краща роль другого плану (Playin' Dirty)[12]
- 2004 AFWG Award — Crossover Performer of the Year[14]
- 2004 FICEB Award — Кращий актор (The Sex Magic Genie — International film grup)[15][16]
- 2006 F. A. M. E. Award — Улюблений порноактор[17]
- 2008 Big Daddy Award — «Big Daddy Award»1[джерело?]
- 2009 Free Speech Coalition Award — «Positive Image Award»1[джерело?]
- 2013 «Kyri Michael Award»1[джерело?]
- 2013 The Sex Awards — Досягнення життя (1st time awarded)[18]